# بوأرنوا (كيبك)
بوأرنوا، كيبك (بالإنجليزية: Beauharnois)‏ هي مدينة كندية تقع في مقاطعة كيبك. تبلغ مساحة هذه المدينة 69.087 (كم²)، ويبلغ عدد سكانها 11918 نسمة حسب إحصاء سنة 2006 م، بينما كان يسكنها 11464 نسمة في سنة 2001 م. تحتل هذه المدينة المرتبة رقم 312 بين مدن كندا حسب عدد السكان والمرتبة رقم 79 في المقاطعة. النمو سكاني في هذه المدينة يقدر بـ(4).

## أعلام
- جون الكسندر سوليفان
- فرانسين دامور
- والتر ريد

## وصلات خارجية
- الأطلس الحكومي لكندا
- إحصاءات كندا مع ساعة تعداد السكان نسخة محفوظة 23 مارس 2008 على موقع واي باك مشين.